# Simulium ephippioidum
Simulium ephippioidum es una especie de insecto del género Simulium, familia Simuliidae, orden Diptera.
Fue descrita científicamente por Chen & Wen, 1999.